# Języki informacyjno-wyszukiwawcze
Języki informacyjno-wyszukiwawcze (JIW) – język sztuczny o wyspecjalizowanych funkcjach odtwarzania treści i formy dokumentów oraz treści zapytań użytkowników a także wyszukiwania dokumentów w zbiorze informacyjnym w odpowiedzi na zapytanie użytkownika.
Podjęzykami (dialektami) JIW są 
- język indeksowania (ang. indexing language)
- język wyszukiwawczy (ang. retrival language)

## Historia
Pojęcie języków informacyjno-wyszukiwawczych pojawiło się na przełomie lat 50 i 60 XX wieku, co było związane z zainteresowaniem specjalistów informacji naukowej problematyką budowy i funkcjonowania tego typu systemów językowych. Termin ten określa specjalny rodzaj języka, którego realizacja może przyjmować różne formy w konkretnych systemach informacyjno-wyszukiwawczych. Wcześniej tego typu systemy znakowe, tworzone na użytek opracowania rzeczowego zbiorów bibliotecznych, utożsamiano z ich zastosowaniami: katalogami systematycznymi, działowymi, klasowymi i przedmiotowymi.

## Cechy JIW
- Języki sztuczne,
- Powstaje przez czyjeś celowe działanie, a nie samorzutnie,
- Konstrukcja i słownictwo jest z góry zaplanowane,
- Ulegają zmianom,
- JIW są uboższe od naturalnych pod względem budowy, leksyki i funkcji.

## Struktura JIW
Języki informacyjno-wyszukiwawcze składają się z:
- słownika,
- gramatyki,
- reguł interpretacji, czyli semantyki transformacji.

## Funkcje JIW
Języki informacyjno-wyszukiwawcze mają następujące funkcje:
- Konstruktywne (istotne):
  - Funkcja metainformacyjna [opisowa],
  - Funkcja wyszukiwawcza [znalezienie informacji, faktów, przedmiotów];
- Pochodne (nie są konieczne):
  - Organizująca informacje - porządkująca np. zbiór informacji czy faktów
  - Określania zakresów tematycznych zbiorów, systemów informacyjnych i wyszukiwawczych.

Języki informacyjno-wyszukiwawcze mają także funkcje języków naturalnych:
- Opisywanie rzeczywistości (funkcja przedstawieniowa, komunikatywna, opisowa),
- Zwracanie uwagi na tekst, jego treść (funkcja metainformacyjna);
- Opisywanie języka jako systemu, jego budowy, funkcji (funkcja metajęzykowa)

## Zasób leksykalny (słownictwo)
Reguły budowy konstrukcji złożonych (gramatykę)

## Typologie języków informacyjno-wyszukiwawczych
Pierwsza typologia JIW powstała w 1966 i została opublikowana we Francji przez Jean Claude'a Gardina. Jest to typologia słowników JIW. Gardin dokonał podziału słowników, wyróżniając JIW o słownikach jawnych i niejawnych. Dzięki czemu podzielił JIW na:
- JIW klasyfikacyjne,
- JIW słownikowe.

Kolejnych typologii dokonał E. F. Skorochodko (klasyfikacja semantyczna). Wziął pod uwagę relacje zachodzące pomiędzy elementarnymi jednostkami leksykalnymi, dzięki czemu opracował dwie typologie:
- typologia – klasyfikacja paradygmatyczna
- typologia – klasyfikacja syntagmatyczna.

Typologia Aleksandra Ivanovica Czernego opiera się na podstawie zasady prekoordynacji i postkoordynacji jednostek leksykalnych, dzięki czemu podzielił JIW na dwie grupy:
- JIW prekoordynowane (wyrażenia złożone),
- JIW postkoordynowane (wyrażenia proste)[3].

Poza tym typologie JIW opracowali D. J.Campbell, Y. Courier, G. von Slype, K. Hoppe, F. Levy a także Olgierd Ungurian.
Typologia stukturalna języków informacyjno-wyszukiwawczych Eugeniusza Ścibora opiera się na różnych cechach JIW związanych z ich strukturą. Ścibor pominął zasięg geograficzny, zakres tematyczny, sposób aktualizacji, liczbę elementarnych jednostek leksykalnych (co ma wpływ na wielkość słownika) oraz liczbę użytkowników. Natomiast wziął pod uwagę słownictwo – jego typy, sposób uporządkowania, gramatykę, sposób przejścia z języka naturalnego na symbole klasyfikacyjne i w wyniku łączenia parametrów opracował typologię, która obejmuje 1176 typów JIW (174 typy - zredukowana).

### Typy JIW
Istnieją następujące typy (modele) JIW:
1. Języki klasyfikacyjne (klasyfikacje biblioteczno-bibliograficzne)
  - Klasyfikacje wyliczające,
  - Klasyfikacje fasetowe;
2. Języki haseł przedmiotowych,
3. Języki słów kluczowych,
4. Języki deskryptorowe,
5. Inne, np. języki kodów semantycznych, języki syntagmatyczne[3].

## Rodzaje JIW
- Języki deskryptorowe,
- Języki słów kluczowych,
- Języki haseł przedmiotowych:
  - Język haseł przedmiotowych Biblioteki Narodowej
  - Język Haseł Przedmiotowych KABA
  - Kartoteka haseł wzorcowych
- Języki klasyfikacyjne:
  - Uniwersalna klasyfikacja dziesiętna,
- Języki kodów semantycznych,
- Języki Opisu Formalnego,
- Języki syntagmatyczne,
- Języki systemów faktograficznych.